# Murray Bartlett
Murray Bartlett (ur. 20 marca 1971 w Sydney) – australijski aktor telewizyjny i filmowy.

## Życiorys

### Wczesne lata
Urodzony w Sydney, wychowywał się w Perth. W 1991 ukończył studia na wydziale aktorskim Australia's National Institute of Dramatic Art (NIDA), w tym samym czasie co Cate Blanchett.

### Kariera
W 1987 pojawił się gościnnie w serialu Latający doktorzy (The Flying Doctors) z Nicki Paull i Liz Burch. Potem wystąpił w popularnych australijskich operach mydlanych: Zatoka serc (Home and Away, 1992) i Sąsiedzi (Neighbours, 1993) w roli Luke'a Fostera. Debiutował na kinowym ekranie w komedii Tato i Dave: Na waszym wyborze (Dad and Dave: On Our Selection, 1995) u boku Geoffreya Rusha. 
Mimo krótkiej przygody w serialu HBO Seks w wielkim mieście (Sex and the City, 2000) w roli Olivera Spencera oraz w trzech odcinkach serialu Córki McLeoda (McLeod's Daughters, 2002), wykorzystał szansę i zaczął rozwijać swoją karierę. Na początek w 2002 roku wystąpił w roli Nicka w pięciu odcinkach serialu Tajemnica życia USA (The Secret Life of Us), potem pojawił się w popularnej operze mydlanej ABC Wszystkie moje dzieci (2002) jako Julian Sinclair. Przewijał się również w roli D.K. przez serial fantasy/sci-fi Hallmark Ucieczka w kosmos (Farscape, 1999-2003). W dramacie o kochankach, którzy po bolesnym zerwaniu spotykają się ponownie Nekrolog (Postmortem, 2005) zagrał jedną z głównych ról. Pojawił się gościnnie w jednym odcinku Wszyscy Święci (All Saints, 2006). W 2006 roku pomagał Hugh Jackmanowi w promocji jego pierwszej wystawianej na nowojorskim Broadwayu sztuki australijskiej firmy Touring Chłopiec z Oz (The Boy From Oz). Następnie wystąpił w krótkometrażowej komedii Om (2007).
9 marca 2007 roku dołączył do obsady opery mydlanej CBS Guiding Light, gdzie grał niebezpiecznego Cyrusa Foleya, złodzieja, zarówno biżuterii, jak i tożsamości. W 2014 dołączył do serialu HBO Spojrzenia (Looking) jako Dom.

### Życie prywatne
W 2014 na łamach magazynu „Out” dokonał homoseksualnego coming outu.

## Filmografia

### Filmy fabularne
- 1995: Tato i Dave: Na waszym wyborze (Dad and Dave: On Our Selection) jako Sandy Tayler
- 2005: Nekrolog (Postmortem) jako Troy
- 2007: Om jako John

### Seriale TV
- 1992: Zatoka serc (Home and Away) jako Randy Evans
- 1993: Sąsiedzi (Neighbours) w roli Luke Foster
- 1999: Ucieczka w kosmos (Farscape) jako D.K.
- 1999: Tropem zbrodni (Murder Call) jako Gavin Todd
- 2000: Ucieczka w kosmos (Farscape) jako D.K.
- 2000: Seks w wielkim mieście (Sex and the City) jako Oliver Spencer
- 2002: Ucieczka w kosmos (Farscape) jako D.K.
- 2002: Córki McLeoda (McLeod's Daughters) jako Simon
- 2002: Tajemnica życia USA (The Secret Life of Us) jako Nick
- 2002: Wszystkie moje dzieci (All My Children) jako Julian Sinclair
- 2003: Ucieczka w kosmos (Farscape) jako D.K.
- 2006: Cena życia (All Saints) jako Roy Pickforth
- 2007: The Flight of the Conchords jako Mark
- 2007: Guiding Light jako Cyrus Foley
- 2014: Spojrzenia (Looking) jako Dom
- 2019: Opowieści z San Francisco (Tales of the City) jako Michael "Mouse" Tolliver
- 2021: Biały Lotos (The White Lotus) jako Armond
- 2023: The Last of Us jako Frank